# Condominio

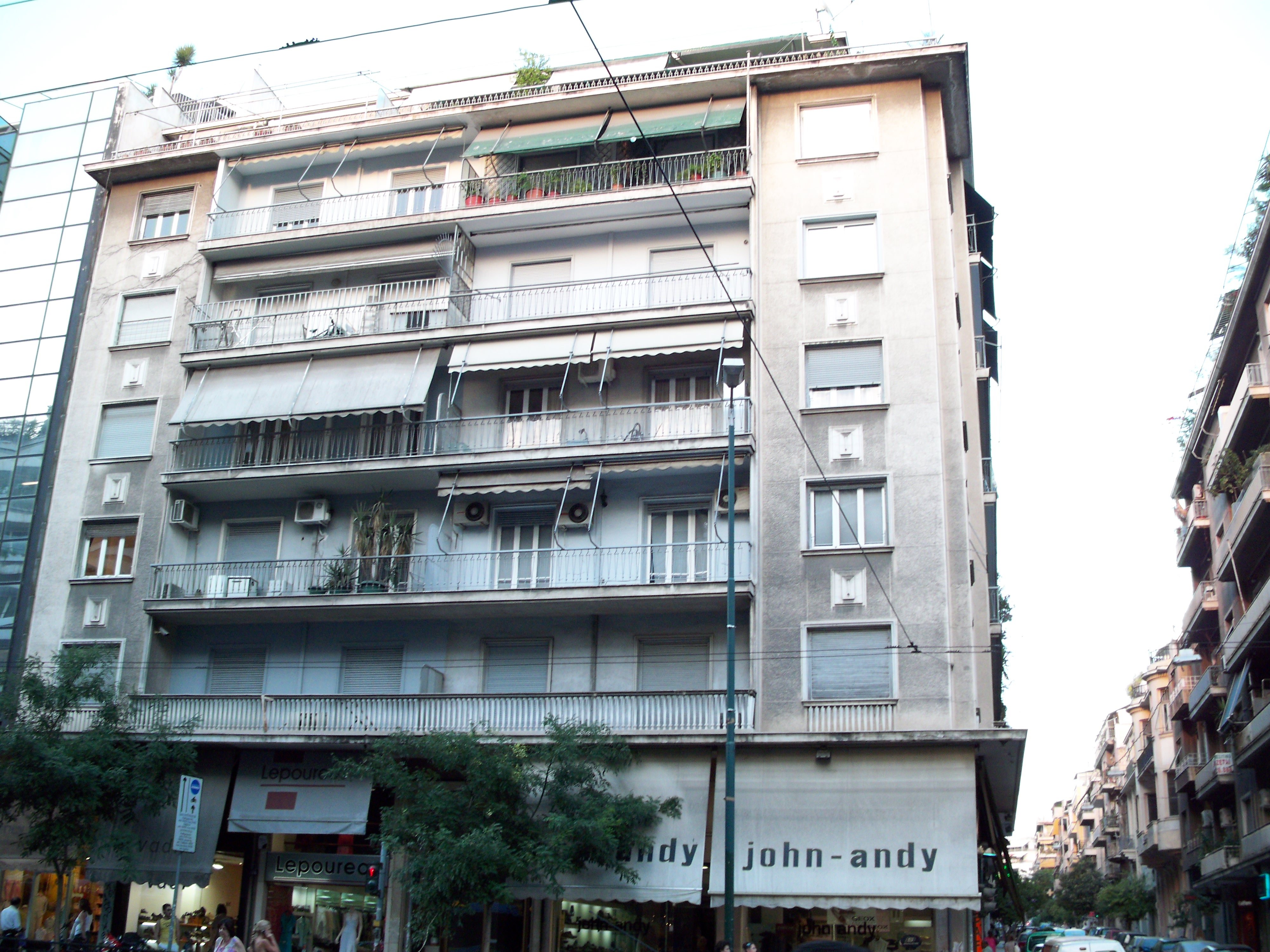
Condominio in Atene, Grecia

Il condominio è un istituto di comproprietà, che si attua soprattutto sugli edifici che sono composti da più unità immobiliari.

## Storia
Il diritto romano conosceva una proprietà privata ereditata dal genitore e rimasta indivisa tra i fratelli (consortium). In età classica si sviluppò il concetto di proprietà comune di divisione pro quota con ripartizione proporzionale dei diritti e degli obblighi con forme di tutela analoghe al diritto moderno (rei vindicatio partiaria).

## Disciplina e caratteristiche dell'istituto
Il condominio è disciplinato dal codice civile italiano. La legge 11 dicembre 2012 n. 220 (“Modifiche alla disciplina del condominio negli edifici”), entrata in vigore il 18 giugno 2013, ha riformato alcuni aspetti della materia, recependo gran parte della giurisprudenza e svecchiando la disciplina dell'istituto.
Negli edifici in condominio sono compresenti porzioni immobiliari di proprietà esclusiva e di proprietà comune. In base all'art. 1117 c.c., se il contrario non risulta dal titolo, sono oggetto di proprietà comune:
- Tutte le parti dell'edificio necessarie all'uso comune. In questo primo gruppo rientrano i pilastri, le travi portanti, i muri maestri, i tetti, i lastrici solari, le scale, l'atrio, le facciate, i portoni di ingresso, i vestiboli, gli anditi, i portici, i cortili, le fondazioni e il suolo su cui sorge l'edificio.
- I locali e le aree destinate al servizio comune, quali le aree destinate al parcheggio, la portineria, l'alloggio del portiere, la lavanderia, gli stenditoi e i sottotetti destinati all'uso comune.
- Le opere, le installazioni e manufatti necessari all'uso comune. Nel gruppo rientrano ascensori, pozzi, cisterne, impianti idrici e fognari, sistemi centralizzati per il gas, per l'elettricità, per il riscaldamento e il condizionamento e la ricezione radiotelevisiva.[3]

Secondo il secondo comma dell'art.1118 c.c. il condomino non può rinunziare al diritto sulle parti comuni per sottrarsi al pagamento delle spese (comunione forzosa), tuttavia in base al quarto comma dello stesso articolo, esso ha la possibilità di rinunciare all'utilizzo dell'impianto centralizzato di riscaldamento e di condizionamento, qualora dalla sua rinuncia non derivino notevoli squilibri di funzionamento né aggravi di spesa per gli altri condomini.
Il rapporto tra il valore della proprietà di ciascun condomino e il valore dell'intero condominio è espresso in millesimi (che, per praticità, sono riportati in apposite tabelle millesimali). Le tabelle millesimali si utilizzano per la ripartizione delle spese condominiali, per la determinazione delle maggioranze di costituzione delle assemblee e per le votazioni delle delibere.

### Regolamento condominiale
Come indicato dal primo comma dell'articolo 1138 del Codice Civile, quando i condomini siano dieci o più, è obbligatorio redigere il regolamento condominiale. Esso deve contenere le norme relative alla ripartizione delle spese, all'uso delle cose comuni, alla tutela del decoro e all'amministrazione dell'edificio. Si distinguono regolamenti di tipo contrattuale o assembleare. Nel caso di regolamento condominiale contrattuale, il documento nella quasi totalità dei casi è stato predisposto dal costruttore dell'immobile o del gruppo di immobili e depositato da un notaio per la trascrizione presso la locale conservatoria dei registri immobiliari (presso il catasto), ma esso può anche essere adottato all'unanimità.
Il regolamento contrattuale si differenzia dal regolamento non contrattuale (o assembleare cd approvato a maggioranza) in quanto può contenere limitazioni al diritto di proprietà di alcuni condomini, costituzioni di servitù, assegnazione o destinazioni d'uso di parti comuni a un numero ristretto di condomini o per finalità ben definite (ad es. destinazione dell'abitazione per il portiere). Le norme di tale documento possono essere modificate solo con il consenso unanime di tutti i partecipanti al condominio; quando si acquista una proprietà nel condominio retto da tale tipo di regolamento, lo stesso viene automaticamente accettato dal neo-acquirente, in quanto trascritto presso la conservatoria.
Il regolamento predisposto dall'originario proprietario e/o costruttore dell'edificio è vincolante per gli acquirenti delle singole unità abitative solo se il relativo acquisto è fatto in epoca successiva alla predisposizione del regolamento stesso: infatti se nell'atto di acquisto fosse previsto l'obbligo di rispettare il regolamento da redigersi in futuro risulta evidente che viene a mancare uno schema negoziale definitivo; in quest'ipotesi diventa suscettibile di essere compreso per comune volontà delle parti nell'oggetto del contratto, pertanto il regolamento può vincolare l'acquirente solo se, successivamente alla sua redazione, vi presti volontaria adesione. Il regolamento approvato dall'assemblea di condominio con maggioranza qualificata, invece, può contenere solo norme che regolano la vita comune dei partecipanti al condominio, ossia non può limitare l'esercizio libero del diritto di proprietà da parte dei condomini (ad esempio il regolamento contrattuale originario può vietare la destinazione d'uso degli appartamenti per attività commerciali; ma non a seguito di una modifica dello stesso approvata a maggioranza).
L'articolo 1138 del Codice Civile dispone che le norme del regolamento non possono vietare di possedere o detenere animali domestici.
In merito alla disciplina sugli animali domestici bisogna distinguere il caso in cui tale divieto sia inserito in un regolamento assembleare, da quello in cui è inserito in un contratto a scopo di locazione.

## Organi
Gli organi del condominio sono l'amministratore di condominio e l'assemblea di condominio. Il condominio sorge automaticamente quando in un edificio i proprietari sono o diventano due o più (es. l'originario unico proprietario vende un edificio a due acquirenti).
Si parla di condominio minimo quando i condomini sono due. Il primo comma dell'articolo 1129 c.c. stabilisce che se i condòmini sono più di otto, è obbligatoria la nomina di un amministratore; non sono previste sanzioni in caso di inadempienza a questa norma, se non la possibilità della nomina di un amministratore giudiziario, a opera del Tribunale, su istanza anche di un solo condomino. Se i proprietari non sono più di otto, possono provvedere direttamente alla gestione.
Si parla di supercondominio quando vi è una pluralità di strutture singolarmente identificabili come singoli condomini e con parti in comune tra di esse. Non sempre è facile distinguere la natura giuridica dell'edificio perché spesso pur essendo in una realtà di supercondominio, l'intera struttura viene amministrata come singolo condominio, creando non pochi problemi di logistica e di disciplina giuridica applicata.

### Amministratore
L'amministratore è l'organo che esegue le deliberazioni dell'assemblea, riscuote i contributi dai condomini ed eroga le spese occorrenti per la gestione e la manutenzione, redige il rendiconto annuale (Bilancio condominiale), rappresenta il condominio nei procedimenti giudiziari nei quali è parte, compie gli atti conservativi relativi alle parti comuni, esegue adempimenti fiscali, cura la tenuta dei diversi registri (di anagrafe condominiale, dei verbali dell'assemblea, di nomina e revoca dell'amministratore e di contabilità). Il comma 10 dell'articolo 1129 prevede che l'incarico abbia durata di un anno e si intenda rinnovato per eguale durata. La revoca può avvenire in ogni momento in ogni momento, salvi i danni. La durata annuale a seguito della riforma del 2012 ha portato ad interpretazioni distinte; l'interpretazione più conforme agli interessi della compagine assembleare vuole costante la durata annuale dell'incarico. Nomina, revoca e determinazione della retribuzione dell'amministratore vengono approvate dall'assemblea con un numero di voti che rappresenti la maggioranza degli intervenuti e almeno la metà del valore dell'edificio> (art. 1136 2° comma) anche per delega.
La legge 220/2012 ha introdotto la possiiblità della revoca giudiziale degli amministratori: l'amministratore può essere revocato dal tribunale ordinario, su istanza di almeno un condomino, quando:
1. non renda il conto per due anni consecutivi. Tale periodo di tempo, pacificamente accettato prima della riforma del 2012, è oggetto di ambiguità nel nuovo testo[13], nel senso che possa essere identificato e ridotto alla durata dell'esercizio annuale[senza fonte];
2. esistano fondati sospetti di gravi irregolarità nella gestione, circostanziati in modo non esaustivo e non tassativo dalla legge[13][14], dei quali si ha un esempio quando l'amministratore, ricevuto un atto di citazione, non ne informa tempestivamente l'assemblea dei condomini.

### Assemblea
L'assemblea di condominio, nell'ordinamento giuridico italiano, è l'organo deliberante del condominio, disciplinato dagli art. 1135, 1136 e 1137 del codice civile italiano. Hanno diritto di partecipare all'assemblea tutti i condomini, che devono essere avvisati in maniera certa almeno 5 giorni prima, attraverso posta raccomandata o mail certificata. La riforma del 2012 all'articolo 66 disp.att. cc. ha formalizzato le modalità di convocazione (raccomandata, PEC o fax) eliminando finalmente le incertezze in materia. L'assemblea decide sul regolamento di condominio, sulla nomina dell'amministratore, sulla gestione ordinaria e straordinaria del condominio. L'assemblea si esprime a doppia maggioranza (millesimi e teste), che può variare a seconda di quello che viene votato.

## Obblighi fiscali
Il condominio in quanto sostituto d'imposta è tenuto a importanti adempimenti fiscali: effettuare e versare ritenute di acconto ogni qualvolta corrisponda compensi in denaro o in natura soggetti alle ritenute stesse con rilascio della relativa certificazione, nonché presentare la dichiarazione dei sostituti d'imposta (Modello 770). È pertanto necessario che il condominio abbia un codice fiscale. Questo deve essere richiesto dall'amministratore all'Agenzia delle entrate presentando i suoi dati personali e il verbale dell'assemblea in cui risulta la sua nomina. In caso di sostituzione dell'amministratore del condominio sarà cura del nuovo rappresentante comunicare la variazione.
L'obbligo di effettuare le ritenute si verifica, ad esempio, in caso di corresponsione di somme o valori che costituiscono redditi di lavoro dipendente, come quelli pagati al portiere dello stabile o all'incaricato della pulizia, se quest'ultimo ha un rapporto di lavoro dipendente, ovvero in caso di pagamenti di somme o valori che sono redditi di lavoro autonomo, come quelli pagati all'amministratore stesso (anche se a titolo di rimborso forfettario di spese), o sulle corresponsioni di compensi relativi a contratti di appalto di opere e/o servizi. Per i condomìni, con non più di otto condòmini, privi di amministratore, le ritenute dovranno essere effettuate da uno qualunque dei condòmini. Egli, utilizzando il codice fiscale del condominio, provvederà ad applicare le ritenute alla fonte, a effettuarne i relativi versamenti e a presentare la dichiarazione dei sostituti d'imposta per le ritenute, i contributi e i premi assicurativi.
Diversamente, per i condomini con più di otto condòmini, per i quali c'è l'obbligo di nominare l'amministratore e per quelli con non più di otto condòmini che hanno provveduto a nominare l'amministratore, il soggetto normalmente incaricato dal condominio a porre in essere gli adempimenti delle funzioni di sostituto d'imposta è l'amministratore, già tenuto a comunicare gli acquisti effettuati nell'anno solare e i dati dei relativi fornitori nonché, in forza di altre disposizioni di legge a eseguire gli adempimenti previsti in materia contributiva nei confronti degli istituti previdenziali. Gli uffici dell'Agenzia delle Entrate possono, inoltre, richiedere agli amministratori di condominio dati, notizie e documenti relativi alla gestione condominiale. L'obbligo di effettuare le ritenute si applica anche al supercondominio e al condominio parziale.
In tali ipotesi, ove sia ravvisabile una gestione autonoma delle parti interessate tale da richiedere adempimenti nettamente separati da quelli assolti dal condominio generale, il supercondominio e il condominio parziale rilevano come distinti sostituti d'imposta e hanno l'obbligo di richiedere un proprio codice fiscale.
Gli obblighi di sostituzione d'imposta, invece, non si applicano:
- alle comunioni ereditarie sugli immobili anche quando più coeredi sono comproprietari in parti uguali dell'intero stabile;
- alle comunioni diverse da quelle che si costituiscono forzosamente sulle parti comuni degli edifici.

Infatti, in entrambi i casi, non si è di fronte a più proprietari di diverse unità, così da avere delle parti comuni a tutti, bensì a una pluralità di soggetti indistintamente proprietari di tutto lo stabile, ivi comprese le parti comuni.

### Ripartizione delle spese
Le spese condominiali sono distinte in: ordinarie (pulizia delle scale, ascensore, giardino, portineria, illuminazione delle parti comuni, vuotatura fosse biologiche e pulizie degrassatori, riscaldamento centralizzato) e straordinarie (rifacimento del tetto e dei solai, tinteggiatura della facciata del palazzo). Se il contratto di locazione non prescrive altrimenti, sono a carico degli inquilini gli oneri per la manutenzione ordinaria, sono a carico dei proprietari gli oneri per la manutenzione straordinaria.
Ogni voce di spesa può essere teoricamente ripartita fra i condomini secondo una tabella millesimale dedicata.
Un'apposita tabella millesimale per la ripartizione delle spese (ordinarie e straordinarie) di riscaldamento può eventualmente computare il fatto che il condomino sottoutilizza l'impianto condominiale, fino al caso limite di disporre di un contatore e allacciamento proprio non condominiale, tale da azzerare completamente l'obbligo di compartecipazione a tale tipo di onere.
Deve pagare le spese di manutenzione straordinaria dell’edificio chi era condomino al momento della delibera assembleare ha disposto l’esecuzione dei lavori anche se dopo ha venduto l'appartamento.

### Spese per riscaldamento
Il riscaldamento è spesso una delle voci di spesa più rilevanti. Se il riscaldamento condominiale è centralizzato, l'installazione di un contabilizzatore permette di ripartire parte delle spese in base ai consumi effettivamente registrati per ogni unità immobiliare, anziché in base ai millesimi di riscaldamento. Risulta perciò illegittima una suddivisione di tali oneri alla stregua dei valori millesimali delle singole unità immobiliari.
In questo modo si incentiva un uso responsabile e l'iniziativa dei singoli, in tema di risparmio e di efficientamento energetico negli immobili.
Il D.P.R. 412/1993 introduce una suddivisione dei comuni italiani in sei fasce climatiche, con limiti di orario per il funzionamento delle caldaie condominiali a riscaldamento centralizzato.
Tali limiti orari non si applicano negli impianti condominiali con termoregolatori e contabilizzazione del calore (art. 9, comma 2 e 6). 
Negli immobili dati in affitto, questo aspetto rischia di azzerare il risparmio energetico e di aumentare il contenzioso fra inquilini e proprietari, chiamati dalla legge a pagare in solido quando il condomino è moroso.
La termoregolazione e contabilizzazione individuale del calore sono obbligatorie in tutta la UE in base alla direttiva 2012/27/UE art. 9 (anticipata per il settore residenziale dalla Direttiva 2010/31/UE «EPBD recast»), entro il 30/06/2017: l'Italia ha recepito la direttiva con decreto Lgs. n. 102 del 4 luglio 2014, aggiornato con il d.lgs. 141 del luglio 2017, che impone nei condomini con impianti di riscaldamento centralizzato in tutta Italia l'obbligo di installazione di termovalvole e contabilizzatori di calore entro il 30 giugno 2017. A ciò si aggiungono e sovrappongono precedenti norme regionali, come quelle di Piemonte, Lombardia e Alto Adige.
Già l'articolo 26, comma 5, della legge 10/1991 (come modificata dai d. lgs. 192/2005 e 311/2006) prevede che la spesa deve essere ripartita in base ai consumi effettivi. Ora, la nuova norma dispone che l'importo complessivo deve essere suddiviso in relazione agli effettivi prelievi volontari di energia termica utile e ai costi generali per la manutenzione dell'impianto, secondo quanto previsto dalla norma tecnica UNI 10200 del 2015, che è l'unica in vigore per la ripartizione delle spese di riscaldamento.
Con il d.lgs 73/20 il legislatore ha completamente stralciato dalla legge la norma UNI 10200 e quindi non esistono più condizioni per applicarla. Conseguentemente l'assemblea condominiale riacquisisce la totale libertà di decisione su quale metodo vuole adottare per la ripartizione delle spese per riscaldamento secondo i consumi individuali. Non serve più sostenere alcun costo per progetti o calcoli di nuove tabelle millesimali: per la ripartizione delle spese fisse, se si vuole, si continuano semplicemente ad usare quelle attuali. Unica condizione che rimane è che la "quota fissa" non può superare il 50% dei costi totali.
Dopo l'installazione di termovalvole e ripartitori, l'amministratore è obbligato a ripartire le spese di riscaldamento in base ai consumi rilevati dai ripartitori. Deve essere fatta come minimo una lettura entro la chiusura dell'Esercizio e prima dell'approvazione del bilancio consuntivo condominiale, con relativo conguaglio di spesa fra consumi presunti e consumi rilevati.
I proprietari possono a loro volta ribaltare completamente l'onere di riscaldamento ai propri inquilini in affitto, purché il contratto di locazione registrato (o una successiva integrazione firmata dalle parti e registrata, per quelli già in corso alla data dei lavori) evidenzia le spese condominiali separatamente dal canone di locazione, e dichiara che tali spese sono presunte, e da intendersi salvo conguaglio di fine esercizio per quanto attiene alle spese di riscaldamento.
La spesa di installazione è ammessa nella dichiarazione dei redditi alla detrazione IRPEF del 50% rimborsata in dieci anni, per i lavori eseguiti dopo gennaio 2015. L'amministratore deve certificare ai condomini la quota versata, ai fini della detrazione.
Dal punto di vista tecnico, la contabilizzazione può essere:
- diretta con un rilevatore a due sensori (entalpia in entrata ed entalpia in uscita del fluido termovettore) posto esternamente all'unità immobiliare se l'impianto descrive un circuito chiuso, non aperto ad altre unità immobiliari;
- indiretta: su ogni corpo scaldante è installato un ripartitore per costi riscaldamento (heat cost allocator), con codice identificativo, password di accesso al SW (nota alla ditta installatrice/manutentrice), blocco meccanico e rilevazione elettronica delle manomissioni. Il ripartitore può essere a sensore singolo che misura la temperatura del corpo scaldante, oppure a due sensori, se misura anche la temperatura ambiente.

La misura della temperatura ambiente è molto soggetta ad errori (anche intenzionali da parte del conduttore) se sono presenti mensole, coperture o altri diatermici che la fanno risultare più alta, sottostimando il reale consumo di calore. Il problema semplicemente si sposta, se per la rilevazione della temperatura ambiente, viene applicata una sonda di rilevazione a distanza. Per evitare questi errori, oppure quando il sensore è unico, o sussistono errori di rilevazione, ripartitori omologati impostando la temperatura ambiente su un valore fisso, senza rilevazione, in genere pari al massimo di legge (20 °C). I ripartitori per costi riscaldamento sono normati dalla norma Europea UNI EN 834.
Per un risparmio immediato, l'assemblea condominiale può deliberare l'adozione di valvole termostatiche con una temperatura massima inferiore a quella consentita per legge (ad esempio 15° anziché 20).
Già nel 1991 la legge (art.26 co.5 L.10/91) prevedeva la possibilità di una rilevazione a consuntivo dei consumi, con decisioni prese a maggioranza semplice dall'assemblea condominiale. Lombardia, Piemonte e l'Alto Adige, con leggi regionali, avevano già reso obbligatoria l'installazione di impianti di termoregolazione (valvola termostatica) e contabilizzazione del calore in tutti i condomini prima dell'entrata in vigore della legge nazionale.
I consumi possono essere totalizzati mediante collegamento wireless dei ripartitori a dei totalizzatori posti ai singoli piani del condominio, o tramite lettura annuale. L'amministratore di condominio provvede a fine anno a ripartire la spesa.
Con le innovazioni del D.Lgs.311/2006, entrato in vigore il 2 febbraio 2007, la facoltà distacco individuale dall'impianto centralizzato non esiste più. Fino al 2006, in base alla legge n.10/199 art. 26 comma 2, il singolo condomino ha diritto a distaccarsi dall'impianto centralizzato di riscaldamento o condizionamento, senza che questo sia previsto espressamente dal regolamento condominiale ovvero previa delibera dell'assemblea, restando tenuto a concorrere al pagamento delle sole spese di manutenzione straordinaria dell'impianto e per la sua conservazione e messa a norma. Tale diritto non sussiste se dal suo distacco derivano notevoli squilibri di funzionamento o aggravi di spesa per gli altri condomini.
Nello stesso senso, muove il DPR 59/2009 del 2-4-2009 (attuazione delle norme europee sul rendimento energetico in edilizia in riferimento al D.Lgs.192/2005) all'art.4 commi 9 e 10, stabilisce poi che la realizzazione di impianti autonomi (anche in esito a distacco individuale) possa essere consentita solo in casi eccezionali, documentati nella relazione energetica, nei quali non sia possibile il riscaldamento centralizzato.
Le norme europee, e quelle in loro recepimento, tengono conto del fattore ambientale, e che a parità di stato dell'arte della tecnologia, una caldaia e un impianto di riscaldamento centralizzato consentono una maggiore efficienza energetica, sia in termini di minore consumo che di emissioni inquinanti (v. anche Cassazione), rispetto ad impianti termo-autonomi unifamiliari, oltre al vantaggio di poter controllare più facilmente il suo adeguamento anche alle norme di sicurezza, con controlli periodici.

## Responsabilità

### Condomini morosi

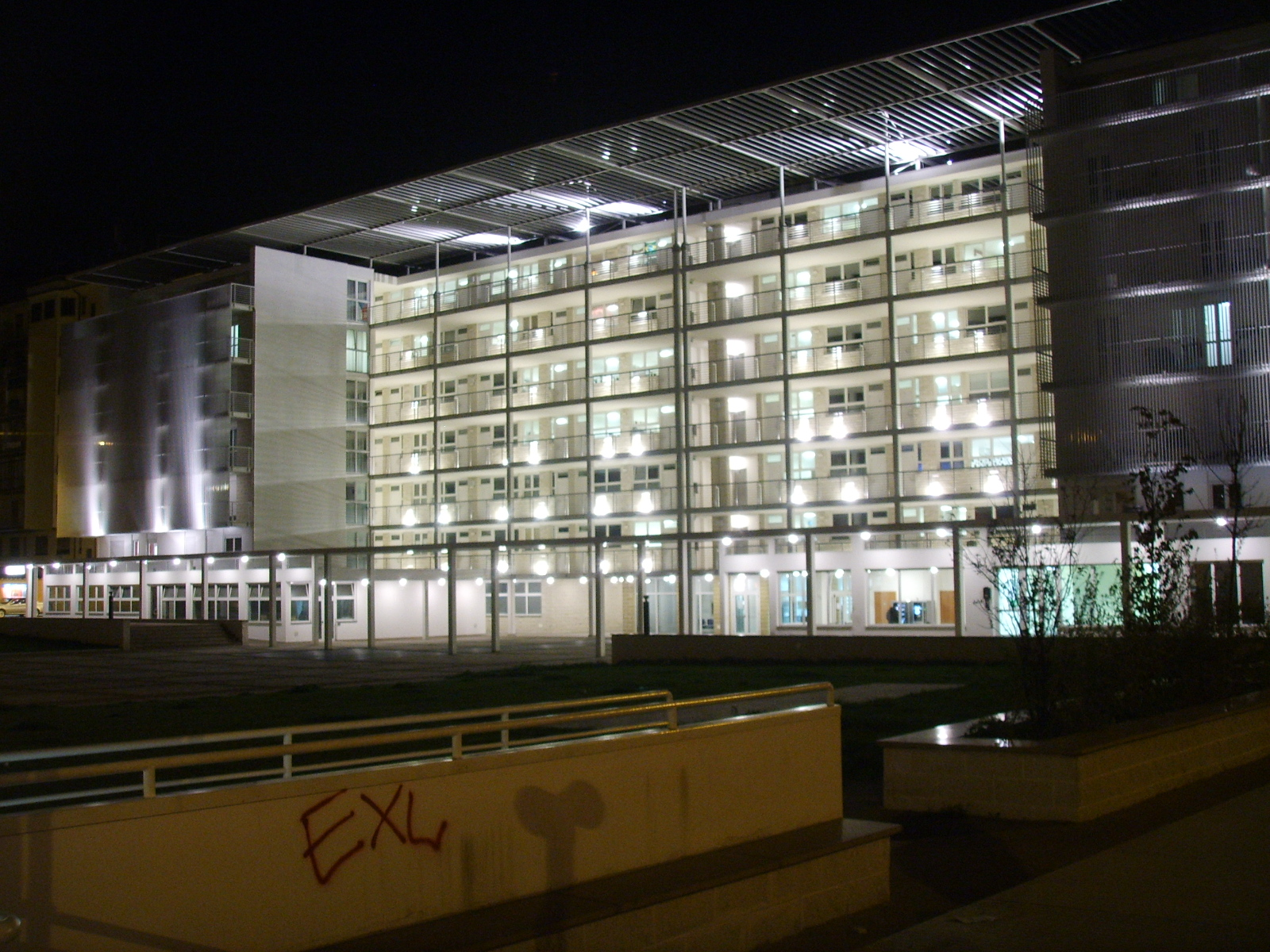
Esempio di condominio per studenti a Firenze

Nei confronti dei condòmini in ritardo col pagamento delle spese condominiali, dopo 6 mesi dal rendiconto in cui risulta la morosità (entro sei mesi dalla chiusura dell'esercizio nel quale il credito esigibile è compreso.), l'amministratore ha l'obbligo di agire per la riscossione forzosa delle somme dovute dagli obbligati, cioè richiedere il decreto ingiuntivo, salvo dispensa assembleare (art. 1129 cod. civile), preceduto da eventuale sollecito di pagamento.
In caso di opposizione del condomino moroso al decreto ingiuntivo, grava su questi (Cass. 3 dicembre 2015 n. 24629) l'onere di attivare la procedure di mediazione, obbligatoria come condizione di procedibilità della domanda giudiziale. Se l'amministratore e il condomino moroso si accordano con la mediazione per estinguere il credito con il pagamento di una quota parte bassa della somma inizialmente dovuta, e senza una delibera dell'assemblea dei condomini in merito, gli altri condomini su cui verrà ripartita pro quota la differenza, possono citare l'amministratore per danno al condominio.
Sempre il nuovo art. 63 disp. attuative c.c. prevede che “i creditori [del condominio] non possono agire nei confronti degli obbligati in regola con i pagamenti, se non dopo l'escussione degli altri condomini”. Dietro richiesta dei creditori, l'amministratore deve comunicare loro i dati e i nominativi dei condomini morosi: l'amministratore è comunque il primo soggetto tenuto ad agire per il recupero.
Diversamente dal passato il creditore del condominio non può agire verso un condomino qualunque, anche in regola coi pagamenti, che anticipava la somma dovuta dai condomini morosi e poi doveva rivalersi su questi. Con la riforma, anche il creditore del condominio che decide di agire per il recupero del credito, senza attendere gli atti dell'amministratore, deve iniziare l'azione a partire dai condomini morosi.
In ogni caso, i condomini inoltre rispondono in solido per i debiti di quelli morosi per un importo massimo determinato. La Corte di Cassazione a Sezione Unite ha stabilito in via definitiva il principio della parziarietà o pro quota delle obbligazioni condominiali, in sostituzione del principio di responsabilità solidale passiva (Cass. civ., Sez. un., Sentenza 8 aprile 2008, n. 9148).
Responsabilità pro quota non significa che i condomini rispondono esclusivamente per la propria quota di spese condominiali, ossia non per i condomini morosi: significa invece che le somme mancanti per morosità devono essere ripartite, in base ai millesimi di proprietà, fra tutti i condomini, morosi e no.
Pertanto, è illegittimo far anticipare ai soli condomini non morosi l'importo del debito, in quanto questo comporterebbe di addebitare ad altri condomini una quota superiore ai loro millesimi di proprietà, essendo questa maggiorata della quota relativa ai millesimi di proprietà di quelli morosi. Il creditore può esercitare avverso i condomini debitori nei suoi confronti l'azione esecutiva per l'intero importo, d'altronde non può esercitare nei confronti degli altri azioni esecutive per importi superiori al debito dovuto ripartito rispetto ai millesimi di proprietà. L'ingiunzione include interessi legali, spese di sollecito e spese legali. Riguardo spese legali questione da approfondire: È affetta da nullità - e quindi sottratta al termine di impugnazione previsto dall'art. 1137 c.c., la deliberazione dell'assemblea condominiale che incida sui diritti individuali di un condomino, come quella che ponga a suo totale carico le spese del legale del condominio per una procedura iniziata contro di lui, in mancanza di una sentenza che ne sancisca la soccombenza, e detta nullità, a norma dell'art. 1421 c.c., può essere fatta valere dallo stesso condomino che abbia partecipato all'assemblea ancorché abbia espresso voto favorevole alla deliberazione, ove con tale voto non si esprima l'assunzione o il riconoscimento di una sua obbligazione, come secondo la sentenza dalla Corte suprema di cassazione Civile, Sezione II, 6 ottobre 2008 n 24696.
Il creditore continuerà ad avviare un'unica citazione in giudizio e ingiunzione di pagamento avverso il condominio e l'amministratore, suo legale rappresentante, dovendo procedere nei confronti dei singoli condomini nella sola fase del pignoramento. L'amministratore può chiedere al giudice un decreto ingiuntivo di pagamento avverso i condomini morosi. Se il valore della controversia non eccede 1.100 euro la domanda può essere proposta personalmente dall'amministratore (art. 82 c.p.c.), negli altri casi sarà sempre necessaria l'assistenza di un avvocato. Il decreto ingiuntivo per il pagamento di contributi condominiali risultanti dallo stato di ripartizione approvato dall'assemblea il decreto può essere richiesto con efficacia provvisoriamente esecutiva, perciò idoneo a fondare una esecuzione forzata anche in pendenza di eventuale opposizione presentata da controparte. In questo modo, il creditore può recuperare in tempi rapidi quanto dovuto e l'amministratore avere copertura per le altre spese determinate dalla morosità (spese di sollecito, legali, eccetera), permettendo ai condomini di anticipare al peggio somme limitate. In alternativa, l'amministratore può come in passato procedere d'ufficio a ripartire i deficit di cassa, penali e interessi di mora notificati dai creditori, fra tutti i condomini, in base ai millesimi.
L'assemblea può denunciare l'amministratore per danno al condominio, ovvero il condomino può chiedere il risarcimento del danno, derivante dalla sua condotta negligente e omissiva che ha comportato il mancato o ritardato recupero del credito, in base agli artt. 1130 e 1131 c.c., che lo obbliga ad assicurare i servizi di condominio e alla riscossione dei contributi. Di nuovo, la norma è interpretabile in merito alla gestione delle morosità oppure alla sola riscossione non coattiva delle quote condominiali. La condotta sussiste ad esempio se non si è intentata alcuna azione avverso i morosi, oppure se l'amministratore non si è avvalso delle speciali tutele che la legge riserva ai crediti condominiali, a maggior ragione del fatto che questi non sono creditori privilegiati.
Se ripartisce i debiti pro quota, oppure se il credito è inesigibile e il recupero non va a buon fine, il condominio, se raggiunge l'unanimità dei presenti in assemblea, o i condòmini devono citare in giudizio i morosi, anticipare le spese legali e i terzi creditori in base ai millesimi, e recuperare il tutto solamente al termine del procedimento giudiziario.
Per adottare criteri di ripartizione diversi dalla proporzionalità (millesimi di proprietà), ad esempio per far anticipare il debito ai solo condomini non morosi, occorre all'amministratore una delibera assembleare (art. 1123 c.c.). La delibera deve essere approvata di norma all'unanimità, a maggioranza in situazione di urgenza, ad esempio se il creditore ha avviato azioni esecutive che, per un mancato pagamento del debito, comporterebbero l'interruzione di servizi di condominio, ovvero, anche in assenza di ingiunzioni di pagamento, se l'amministratore può provare che il mancato pagamento dei creditori comporta maggiori oneri per l'intero condominio, quali per l'aumento degli interessi di mora, o delle spese legali per il proseguimento della causa.
La responsabilità personale dei condomini per le obbligazioni deliberate dall'assemblea condominiale e dall'amministratore è una tematica oggetto di un dibattito che dura da 50 anni. In passato, la maggioranza dei provvedimenti della magistratura stabiliva che i condomini sono responsabili in via solidale nei confronti di qualunque creditore. L'amministratore oppure la società creditrice del condominio potevano ottenere dal giudice un decreto ingiuntivo e procedere alla riscossione forzata verso uno qualsiasi dei condòmini. Questi aveva poi facoltà ad esercitare il proprio diritto di rivalsa nei confronti del condomino moroso. quest'obbligo di anticipare debiti altrui riguarda anche le unità immobiliari in regola con tutti i pagamenti delle rate. 
Inoltre, legge non fissava né un importo minimo per la procedibilità del credito condominiale, né un massimale che potesse essere richiesto cumulativamente per tutte le situazioni di morosità al singolo condomino. Analogamente, non prevedeva tutele o deroghe alla discrezionalità dei creditori esterni o dell'amministratore rispetto ai condomini non morosità e in situazioni di difficoltà economica.
Il provvedimento esecutivo poteva essere chiesto addirittura verso condomini non nominati nella sentenza. Tale condomino poteva esercitare il diritto di regresso nei confronti di quello insolvente, per la somma che aveva dovuto anticipare. I riferimenti normativi sono gli artt. 1123, 1294, 1295 e 1314 c.c. Non esiste, infatti, una normativa specifica in merito alla responsabilità dei condomini nei confronti di creditori terzi. L'art. 1123 c.c. indica che le spese per la conservazione e il godimento di parti comuni si ripartiscono in proporzione ai millesimi di proprietà e non specifica come fare se un proprietario ritarda o non paga le proprie quote. L'approvazione di criteri diversi da quello di proporzionalità deve avvenire all'unanimità, per cui l'assemblea dei condomini non può deliberare a maggioranza la costituzione di un fondo cassa/fondo morosità da utilizzare a compensazione delle rate mancanti, non può ripartire sui condomini non morosi le somme e relativi penali o interessi di mora dovuti alla condotta di singoli.
La Cassazione ha ammesso come unica eccezione una delibera a maggioranza in merito alla creazione di un fondo cassa, la situazione di urgenza che si crea quando il creditore notifica al condominio il precetto delle sue spettanze, e il mancato blocco dell'azione esecutiva comporta l'interruzione di servizi di condominio di particolare importanza, quali riscaldamento, ascensori, luci (Corte suprema di cassazione, sent. n. 13631 del 5 novembre 2001, pag. 2025).
Ciò vale a titolo provvisorio e temporaneo, salvo conguaglio a favore dei condomini non morosi e avvio da parte dell'amministratore delle iniziative necessarie per ottenere il pagamento degli oneri insoluti dal debitore.
Per il caso generale, gli artt. 1294 e 1295 c.c. indicano due modi alternativi per ripartire le obbligazioni: i condebitori sono tenuti in solido (art. 1294), i coeredi dividono l'obbligazione in proporzione alle quote (art. 1295). Secondo l'art. 1313, quando ci sono più debitori e l'obbligazione è la stessa, ciascuno è tenuto a pagare la sua quota di debito. La legge non menziona il criterio della divisibilità dell'obbligazione, per stabilire se la responsabilità sia solidale o meno, ma è quanto la giurisprudenza interpreta dagli artt. 1294 e 1313 c.c.
La Cassazione ha motivato la decisione constatando che il conferimento di un appalto da parte di una pluralità di committenti non è sufficiente perché si applichi l'art. 1294 del codice civile, relativo alla solidarietà fra condebitori. Oltre all'identica causa del debito, occorre anche la sua non-divisibilità, requisito che manca per le spese condominiali, che sono ripartite per millesimi. Alle obbligazioni condominiali deve applicarsi l'art. 1295 del c.c., simile alla ripartizione dei debiti fra coeredi.
Caso particolare a latere è la responsabilità solidale fra acquirente e vecchio proprietario. La giurisprudenza ha interpretato tale responsabilità in modo restrittivo rispetto al passato, confermando l'orientamento verso una responsabilità personale e non più solidale delle obbligazioni dei condomini. Il nuovo proprietario risponde in modo solidale col vecchio solamente per le spese deliberate e/o sostenute dal condominio nell'anno in corso e quello precedente l'acquisto, da solo per le spese più vecchie.

#### Interruzione dei servizi a godimento separato
Fra gli strumenti non giudiziali di autotutela del creditore, troviamo la possibilità per l'amministratore -ovvero per l'assemblea di condominio- di decidere per i condomini morosi l'interruzione dei servizi suscettibili godimento separato, anche essenziali quali per prima casa adibita ad abitazione principale, e attuata con ingresso nei locali di proprietà del condomino, nel caso di morosità che si sia protratta per oltre un semestre (art. 15, l. 220/2012): parcheggio condominiale con sbarra elettrica, ascensore condominiale munito di chiavi, pulizia delle scale e servizi di portineria, acqua centralizzata, luce, riscaldamento, antenna TV, a patto che per la configurazione degli impianti, l'interruzione non comporta l'interruzione del servizio anche a condomini in regola coi pagamenti.
Così come è enunciata dalla legge, si tratta di una facoltà (e non di un obbligo) dell'amministratore, che quindi potrebbe anche non avvalersene prima di procedere a ripartire le somme mancanti pro quota fra tutti i condomini. Il regolamento condominiale che vieti tale potere all'amministratore, sarebbe invalido. Tuttavia, è fatto obbligo all'amministratore di “agire per la riscossione forzosa delle somme dovute dagli obbligati entro sei mesi dalla chiusura dell'esercizio nel quale il credito esigibile è compreso” (art. 1129 c.c., comma 9).
La situazione è analoga anche per il caso frequente di un proprietario responsabile in solido per l'inquilino moroso. La giurisprudenza ha più volte stabilito che la responsabilità è personale, ovviamente e in primo luogo dell'autore di una condotta che viola il regolamento del condominio, e non "automaticamente" del proprietario. Ciò può per analogia essere fatto valere anche per i consumi di servizi "comuni" quali acqua e riscaldamento condominiali, e per il mancato pagamento delle relative spese.
Il proprietario può chiedere all'amministratore una contabilizzazione separata per le spese straordinarie e per le spese ordinarie, e di inviare queste ultime all'inquilino che le pagherà direttamente al conto corrente del condominio. Tutto ciò configura in diritto e di fatto la posizione dell'inquilino come parte avente soggettività giuridica da parte di e nei confronti del condominio, con la conseguente legittimità attiva e passiva ad agire in giudizio: in un qualunque rapporto di debito-credito, così come l'inquilino può contestare all'amministratore importo e natura delle spese ordinarie addebitate, così parimenti l'amministratore può in linea teorica (e nessuna norma lo vieta esplicitamente) agire in giudizio avverso l'inquilino moroso per il recupero del credito dovuto. Responsabilità solidale non significa certamente che sia il proprietario a rispondere automaticamente di qualsiasi negligenza o morosità del locatario.
Il distacco dei servizi suscettibili di godimento separato rappresenta un utile e valido strumento per evitare una crescente morosità, così come per indurre il conduttore a saldare il debito residuo, ovvero liberare l'immobile in caso di sfratto. La condotta negligente dell'amministratore crea e configura un potenziale danno al singolo locatore così come a tutto il condominio, giustificato motivo oggettivo per chiedere una revoca anticipata del mandato dell'amministratore in sede di assemblea condominiale, ovvero di una valutazione del potenziale danno arrecato.
Prima di "ribaltare il credito" nei confronti dei proprietario, in quanto responsabile in solido col locatario dei debiti condominiali, l'amministratore è chiamato ad usare la medesima sollecitudine nei confronti del locatore, specialmente nel caso in cui il contratto di locazione preveda che sia il locatario a provvedere direttamente al pagamento delle spese condominiali nel conto corrente gestito dall'amministratore.
La giurisprudenza ha interpretato in modo controverso l'identificazione dei servizi suscettibili di godimento separato cui è applicabile la legge, talora tendendo a escludere servizi essenziali come acqua, luce e riscaldamento centralizzati. Tale insieme di servizi in via minimale ricomprende, fra gli altri, l'uso dell'ascensore condominiale (limitabile tramite chiavi all'uso dei condomini non morosi.

### Locatori e inquilini
La responsabilità è in primo luogo dell'inquilino che viola il regolamento. Questi per primo deve essere informato dall'amministratore di eventuali segnalazioni o lamentele dei condomini.
A seguito di ripetute (e provate) segnalazioni degli altri proprietari, inquilini e/o dell'amministratore, per violazioni al regolamento, il locatore è tenuto a esercitare gli strumenti che la legge e il contratto di affitto mettono a sua disposizione per garantire il quieto vivere e il rispetto del regolamento, quali interventi di insonorizzazione ed isolamento acustico, che hanno un minimo costo aggiuntivo rispetto al solo isolamento termico; fino alla disdetta del contratto e sfratto per giusta causa dell'inquilino inadempiente.
Il non avere attivato lo strumento giuridico per riottenere la disponibilità dell'immobile rende a sua volta il locatore inadempiente all'obbligo del rispetto del regolamento di condominio, da ciò derivando la sua responsabilità nei confronti del condominio e degli altri condomini. In un eventuale causa civile, il locatore può essere chiamato in solido con l'inquilino al risarcimento danni verso gli altri condomini.

### Sanzioni
La norma italiana non stabilisce:
- le modalità di accertamento della violazione, in materia di multe condominiali, lasciando intendere che questa attività non è svolta dal giudice.
- se la sanzione rientri nei crediti condominiali, e pertanto sia esigibile entro sei mesi dalla chiusura del bilancio di esercizio. Né indica un diverso termine temporale, per evitare che l'interessato debba tutelarsi in merito a fatti commessi anni prima.
- come gestire le violazioni al Regolamento da parte delle famiglie in affitto: solo i proprietari partecipano e ricevono le comunicazioni dell'assemblea, e tuttavia in sede civile e penale ognuno risponde della propria condotta individuale, e il proprietario solo in quanto non ha messo in atto iniziative di richiamo verbale e scritto, o di sfratto (dove possibile) verso l'inquilino negligente.

La legge n. 220/2012 art. 24 eleva le sanzioni massime (art. 70 disp. att. cc) applicabili stabilendo che: Per le infrazioni al regolamento di condominio può essere stabilito, a titolo di sanzione, il pagamento di una somma fino ad euro 200 e, in caso di recidiva, fino ad euro 800. La somma è devoluta al fondo di cui l'amministratore dispone per le spese ordinarie.

L'assemblea di condominio può deliberare (all'unanimità) modifiche al Regolamento di condominio per introdurre sanzioni minori di quelle ammesse dalla legge per i trasgressori, restando invece inderogabili gli importi massimi.
Il d.l. n. 145/2013 (così detto decreto Destinazione Italia), il quale ha specificato che la sanzione può essere irrogata dall'assemblea con il voto favorevole della maggioranza degli intervenuti alla riunione ed almeno la metà del valore millesimale dell'edificio. 

L'amministratore ha il compito di riscuotere la sanzione irrorata dall'assemblea, mentre non può irrorare multe di propria iniziativa, per le quali è invece necessaria una delibera condominiale. Prima della riforma del 2012, non era necessaria la delibera dell'assemblea per irrorare sanzioni (art. 1131), dal 2012 non è più nemmeno obbligatorio che il Regolamento di Condominio preveda espressamente le sanzioni ovvero richiami il codice civile, anche se questa prassi rimane consigliabile.
Le sanzioni pecuniarie includono gli interessi di mora per il mancato e/o ritardato pagamento di rate condominiali.
Secondo un orientamento giurisprudenziale, l'amministratore è obbligato a irrogare tali sanzioni, se si considera che è tenuto (art. 1130) a "curare l'osservanza del regolamento del condominio al fine di tutelare l'interesse generale al decoro, alla tranquillità ed all'abitabilità dell'edificio" (Cassazione, sentenza n. 14735 del 26 giugno 2006), e soprattutto a "riscuotere i contributi […] per la manutenzione ordinaria delle parti comuni e per l'esercizio dei servizi comuni" (art. 1131, comma 3), potendosi verificare un probabile aggravio di queste spese a causa della condotta del condomino che non osserva il Regolamento, e che l'importo della sanzione è proprio per legge destinato al fondo per le spese ordinarie.
La riscossione è quindi responsabilità dell'amministratore, il sollecito scritto o telefonico non è obbligatorio prima dell'ingiunzione di pagamento, essendo sufficiente il rendiconto di bilancio dell'esercizio notificato ai condomini. Compete all'amministratore la scelta di affidare a un avvocato il compito dell'ingiunzione dei pagamenti.
In base all'art. 63, Per la riscossione dei contributi in base allo stato di ripartizione approvato dall'assemblea, l'amministratore può ottenere decreto di ingiunzione immediatamente esecutivo, nonostante opposizione. Non è quindi obbligatorio il procedimento di mediazione, né attendere 40 giorni dopo la notifica del decreto ingiuntivo: già il giorno dopo la notifica, il creditore può procedere con espropriazione forzata. Non sono opponibili ai crediti condominiali i beni iscritti in apposito fondo patrimoniale. Nessuna tutela particolare, invece, è prevista per i proprietari nei confronti di un amministratore reo di appropriazione indebita dei denaro versato dai condomini.
È sufficiente un piano di ripartizione delle spese approvato dall'Assemblea, sia preventivo sia consuntivo: la presenza di un consuntivo di spese non è più condizione per l'ingiunzione di pagamento, né è richiesto il consenso dei condomini (Art. 63 disp. Att. codice civile, R.D. n. 318/1942, sentenze Cassazione n. 24299/08 e n. 6323/03). Vale però in generale che il credito deve essere certo, liquido ed esigibile: la certezza del credito si ha solo nel bilancio consuntivo di fine esercizio.
L'entità della sanzione può essere impugnata presso il giudice ordinario o di pace, che può ridurla anche d'ufficio (art. 1384, Cassazione Sentenza n. 18128/05 del 13/09/2005) se è manifestamente eccessiva o se il condomino ha parzialmente adempiuto alle sue obbligazioni e non è stata ridotta la sanzione a suo carico.

## Normativa di interesse

### Testo unico dell'edilizia e regolamenti comunali
Nel testo unico dell'edilizia vengono riportate le definizioni di manutenzione ordinaria, di manutenzione straordinaria, di ristrutturazione, di intervento di restauro ecc.; con clausola di cedevolezza alcune regioni hanno autonomamente legiferato. Nel testo unico sono inoltre elencati i casi in cui è necessario richiedere la "segnalazione certificata di inizio attività" (SCIA) oppure il "permesso di costruire".
A livello comunale, ogni ente poi può avere propri regolamenti da rispettare. Possono essere, ad esempio:
- Regolamento Urbanistico Edilizio;
- Regolamento per la gestione dei rifiuti urbani;
- Regolamento per gli scarichi delle acque reflue domestiche;
- Regolamento per la disciplina delle occupazioni di aree private di uso pubblico per l'installazione di mezzi pubblicitari, fioriere, tende parasole e dehors;
- Regolamento sulla Toponomastica Comunale - numerazione civica;
- Regolamento comunale del verde (abbattimento alberi in proprietà privata);
- Regolamento di igiene, sanità pubblica e veterinaria (malattie, cani, gatti, aria, amianto, canne fumarie, rumore, acqua potabile);

### Manutenzione ordinaria e straordinaria - Sicurezza nei Cantieri
Nel caso di manutenzione ordinaria e straordinaria il condominio si trasforma in cantiere temporaneo e pertanto, nel caso siano presenti due o più imprese esecutrici, è necessaria la redazione del piano di sicurezza e coordinamento. Rientra tra i doveri dell'amministratore la conoscenza del Titolo IV del Testo Unico della sicurezza, nel quale vengono riportati gli obblighi del committente e del responsabile dei lavori; ogni qual volta l'amministratore di condominio stipula un contratto di appalto deve assicurare l'idoneità tecnica professionale delle imprese nei modi prescritti dall'articolo 90 e dall'allegato XVII. L'articolo 99 prescrive i casi in cui bisogna inviare la notifica preliminare all'Unità Sanitaria Locale.

### Decreto 22 gennaio 2008, n. 37 - installazione degli impianti all'interno degli edifici
Il decreto si applica agli impianti posti al servizio degli edifici, indipendentemente dalla destinazione d'uso, collocati all'interno degli stessi o delle relative pertinenze. Gli impianti sono: impianti elettrici, di riscaldamento, per la distribuzione e l'utilizzazione di gas, di sollevamento di persone o di cose per mezzo di ascensori, di montacarichi, di scale mobili e simili, di protezione antincendio. Il decreto provvede a regolamentare le imprese abilitate, la progettazione degli impianti, la realizzazione ed installazione degli impianti, la dichiarazione di conformità, gli obblighi del committente o del proprietario, il certificato di agibilità, la manutenzione degli impianti.

### Gestione della sicurezza antincendio - Autorimesse
Il decreto ministeriale del 10 marzo 1998 stabilisce i criteri per la valutazione dei rischi di incendio nei luoghi di lavoro ed indica le misure di prevenzione e di protezione antincendio da adottare al fine di ridurre l'insorgenza di un incendio o di limitarne le conseguenze qualora si verifichi; gli articoli 4, 5 e 6 chiariscono rispettivamente: quale debba essere il controllo e la manutenzione sulle attrezzature antincendio, la gestione dell'emergenza e il metodo di designazione degli addetti al servizio antincendio. Il decreto legislativo dell'8 marzo 2006 n. 139 definisce il metodo con il quale richiedere ai Vigili del Fuoco il Certificato di Prevenzione Incendi (CPI), necessario nel caso, per esempio, delle autorimesse con più di 300 m². (D.P.R. n. 151 del 1º agosto 2011). Le autorimesse devono rispettare i requisiti minimi di sicurezza indicati dal Decreto Ministeriale 1º febbraio 1986. Il D.P.R. n. 151 del 1º agosto 2011 e il D.M. n. 201 del 7 agosto 2012 sono i regolamenti recante la disciplina dei procedimenti relativi alla prevenzione incendi. Il decreto ministeriale del 20/12/2012 stabilisce le nuove regole tecniche per la progettazione, costruzione e manutenzione degli impianti attivi armonizzate con quelle europee.

### Attestati di Qualificazione/Certificazione Energetica - Acustica
L'amministratore di condominio, in caso di lavori di manutenzione condominiale, deve verificare la rispondenza dell'edificio alla Legge n. 192/2005 e s.m.i. o alle rispettive leggi regionali e deve eventualmente aggiornare gli Attestati di Qualificazione/Certificazione Energetica. Il certificato energetico ha validità decennale.

### Legittimazione ad agire in giudizio
L'amministratore di condominio, a volte anche senza espresso mandato dell'assemblea, ha la rappresentanza in giudizio del condominio ed il più delle volte la stessa coincide con la legittimazione ad agire nell'interesse dello stesso anche contro i singoli condomini (ad esempio nel caso delle morosità).
Non mancano tuttavia casi in giurisprudenza nei quali il singolo condomino è legittimato esso stesso ad agire.

## Altre forme
In Italia sono diffusi tre tipi particolari di condomini, il Supercondominio, il Condominio Parziale e la Palazzina

### Supercondominio
Il supercondominio, anche conosciuto come condominio complesso o condominio orizzontale, generalmente, riguarda un complesso immobiliare composto da più edifici (ciascuno dei quali di norma costituito in condominio), caratterizzato dalla presenza di cose, servizi e aree comuni cui siano applicabili le norme sul condominio. Ad esempio una serie di condomìni che condividono gli stessi viali di accesso, aree parcheggi, impianti idrici ed elettrici comuni. Dopo la riforma il supercondominio viene indicato all'articolo 1117 bis del codice civile
<<Le disposizioni del presente capo si applicano, in quanto compatibili, in tutti i casi in cui più unità immobiliari o più edifici ovvero più condominii di unità immobiliari o di edifici abbiano parti comuni ai sensi dell'articolo 1117>>
Visto che al supercondominio si applicano le stesse norme relative al condominio, si deve procedere a convocare un'assemblea, redigere un regolamento condominiale e nominare un amministratore. Le norme per attuare la costituzione dell'assemblea super condominiale si trovano nell'art 67 delle disposizione di attuazione del codice civile. Esse indicano solo un leggero scostamento dal sistema classico qualora i condòmini costituenti l'assemblea supercondominiale siano più di 60. In questo caso ed esclusivamente per gli ordini del giorno inerenti l'ordinaria amministrazione, si dovranno convocare solo i rappresentanti dei condomìni che costituiscono il supercondominio. Ciascun rappresentante dovrà essere eletto con una maggioranza dei voti che rappresenti almeno i 2/3 dei millesimi del condominio.
<<Nei casi di cui all'articolo 1117-bis del codice, quando i partecipanti sono complessivamente più di sessanta, ciascun condominio deve designare, con la maggioranza di cui all'articolo 1136, quinto comma, del codice, il proprio rappresentante all'assemblea per la gestione ordinaria delle parti comuni a più condominii e per la nomina dell'amministratore. In mancanza, ciascun partecipante può chiedere che l'autorità giudiziaria nomini il rappresentante del proprio condominio.>>

### Condominio parziale
Il condominio parziale Si applica in caso di gestione separata di un bene che, per obiettive caratteristiche funzionali, è destinato al servizio e/o al godimento di una parte soltanto dell'edificio in condominio.
Tale sistema è previsto nel codice civile all'articolo 1123 comma III:
La cassazione, con sentenza nº10483 del 21-5-2015 ha stabilito che è configurabile il condominio parziale, ogni volta che un bene è destinato al servizio e al godimento in modo esclusivo di una parte dell'edificio del condominio.

### Palazzina
La palazzina viene utilizzata solitamente sia nel campo dell'edilizia che in occasione di grandi eventi sportivi e non (es. Elezioni politiche americane).

## Per paese

### Australia
In Australia, i condomini sono conosciuti come "titoli a strati" (strata title schemes) o "titoli di comunità" (community title schemes).

### Canada
Il National Household Survey (NHS) del 2011 ha mostrato che una famiglia canadese su otto viveva in condomini, conosciuti colloquialmente come "condos", per lo più situati in alcune aree metropolitane censite secondo Statistics Canada. I condomini esistono nella maggior parte del Canada, sebbene siano più comuni nelle zone più grandi città. Sono regolati dalla legislazione provinciale o territoriale e i dettagli legali specifici variano da giurisdizione a giurisdizione. Nella maggior parte del Canada, sono indicati come condomini, tranne nella Columbia Britannica, dove sono indicati come freehold, e in Quebec, dove sono indicati come consorzi di comproprietà (syndicates of co-ownership). Il complesso di case a schiera di Brentwood Village a Edmonton, Alberta, è stato il primo complesso condominiale in Canada (registrato nel 1967). Nei condomini ordinari il proprietario dell'unità abitativa è solitamente proprietario dell'unità interna e di una quota della società; l'ente è proprietario dell'esterno del terreno edificabile e delle aree comuni; nel caso di un condominio di proprietà il proprietario possiede il terreno e l'edificio e la società possiede strade e servizi comuni condivisi. Il Canadian Condominium Institute è un'associazione senza scopo di lucro di proprietari di condomini e società con sedi in ogni provincia e territorio. La Condo Owners Association COA Ontario è un'associazione senza scopo di lucro che rappresenta i proprietari di condomini con divisioni in tutta la provincia e distretti all'interno dei vari comuni.

### Danimarca
Gli appartamenti (danese ejerlejlighed, letteralmente "appartamento del proprietario") costituiscono circa il 5% delle case danesi. Sono scambiati e ipotecati sugli stessi mercati delle case indipendenti e sono trattati legalmente in modo molto simile ad altre forme di proprietà immobiliare. Ogni proprietario-affittuario è proprietario diretto del proprio appartamento; il resto dell'edificio e il terreno su cui insiste sono di proprietà congiunta dei proprietari dell'appartamento, i quali esercitano la loro comproprietà attraverso una associazione di proprietari. Le spese di mantenimento della proprietà comune sono ripartite pro rata tra i proprietari.
Un altro 5% delle case danesi appartiene a cooperative di edilizia abitativa (danese andelsbolig), che occupano una posizione giuridica intermedia tra i condomini e le consorzi edilizi. L'intera proprietà è legalmente posseduta da una società senza scopo di lucro, di cui gli inquilini possiedono quote; ogni azione comporta il diritto e il dovere di affittare un appartamento dalla cooperativa. Le azioni possono essere acquistate e vendute, ma spesso le regole della cooperativa limitano rigorosamente il prezzo al quale possono passare di mano. (Gli appartamenti di proprietà, invece, vengono negoziati sul mercato libero). Poiché i prezzi ufficiali delle azioni sono spesso inferiori al valore di mercato e i venditori spesso mantengono la libertà di scegliere a chi vendere, i pagamenti sottobanco sono comuni.
Dal 2005, ad esempio, le quote cooperative possono essere utilizzate per garantire prestiti bancari. (Tuttavia, le banche ipotecarie danesi non possono ancora ipotecare appartamenti di cooperative edilizie individuali.)

### Filippine
Nelle Filippine, i condomini sono classificati in tre tipi: bassi, medi e alti. I condomini hanno un tipo speciale di titolo di proprietà chiamato CCT (certificato di proprietà condominiale - Condominium Certificate of Title). I condomini di solito dispongono di servizi, come piscine, parcheggio di proprietà, una club house e un edificio amministrativo.

### Finlandia

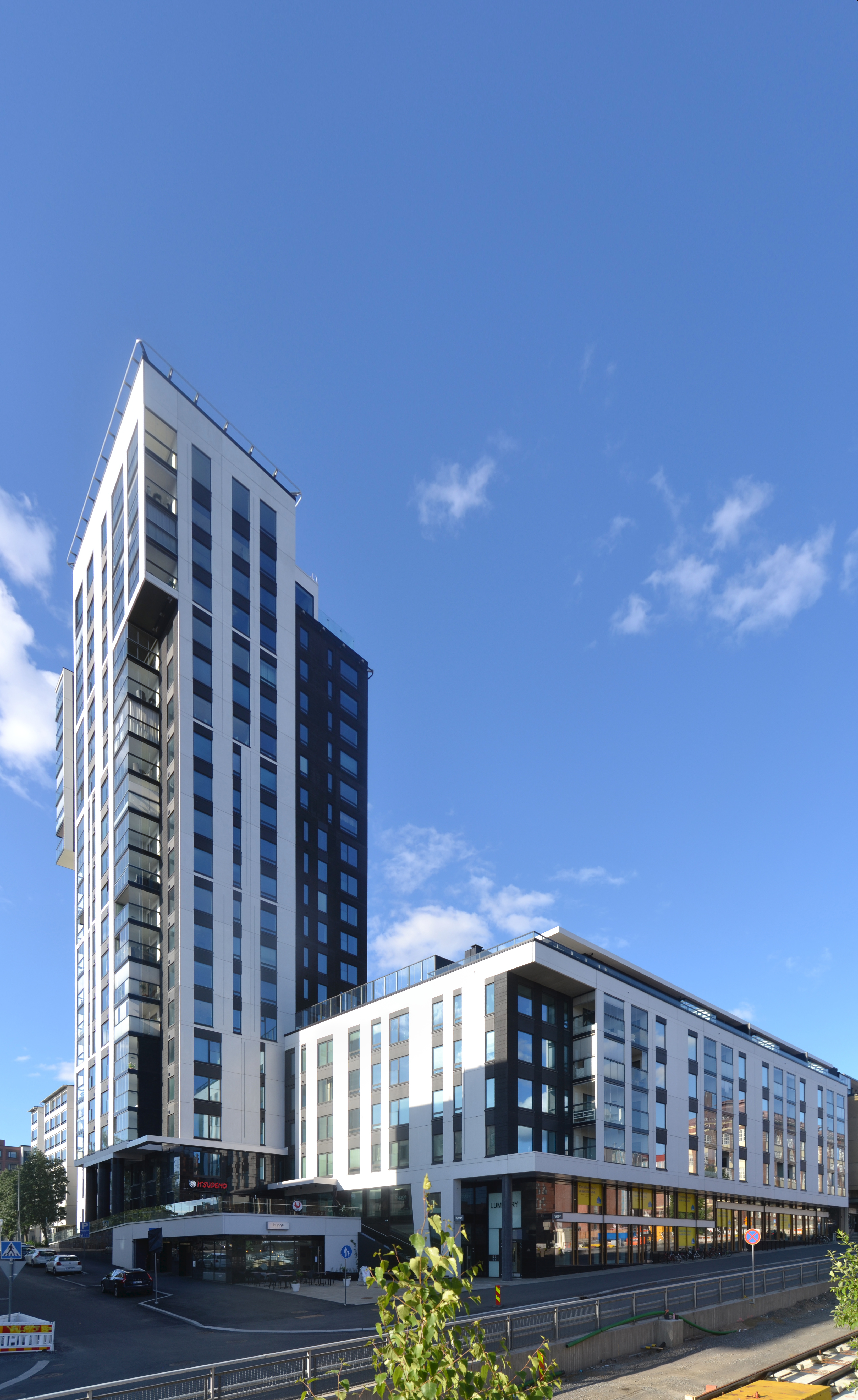
The Luminary, un condominio a Tammela, Tampere, Finlandia.

In Finlandia, un accordo di tipo condominiale in cui la proprietà dell'immobile è assegnata a specifici appartamenti (finlandese: hallinnanjakosopimus, svedese: avtal om delning av besittningen) viene solitamente utilizzato solo case unifamiliari o bifamiliari.
Le cooperative edilizie finlandesi (un tipo di possesso abitativo, ossia persone giuridiche, solitamente cooperative o società, che possiedono beni immobili, costituiti da uno o più edifici residenziali) sono costituite come società a responsabilità limitata (senza scopo di lucro) (finlandese: asunto-osakeyhtiö, svedese: bostadsaktiebolag), dove una quota rappresenta solitamente un metro quadrato (a volte dieci) dell'appartamento.

### Germania
In Germania, i condomini sono conosciuti come "Eigentumswohnungen" e la legge più importante in materia di condomini è la legge tedesca sui condomini (WEG - German Condominium Act). Su di esso si basano tutte le norme giuridiche riguardanti la proprietà individuale, i diritti e i doveri delle associazioni di proprietari di case e l'amministrazione dei condomini. La legge risale al 1951, ma è stata promulgata nuovamente nel 2007. I proprietari di case sono investiti di capacità giuridica parziale, il che significa che l'associazione dei proprietari di case rappresenta un'entità con diritti e doveri che possono includere contratti. Il diritto di proprietà è suddiviso nel primo articolo della legge tedesca sulle proprietà condominiali in proprietà abitativa, proprietà individuale, proprietà parziale e proprietà collettiva.

### Grecia
In Grecia, i condomini sono diventati molto popolari negli anni '60. È un edificio che si vede ovunque in Grecia, poiché la maggior parte della sua popolazione vive nelle grandi città. Sono conosciuti come "πολυκατοικίες" (polykatoikíes, pronunciato "poh-lee-kah-tee-kee-es"), letteralmente "multi-residenze".

### Hong Kong
A Hong Kong l'equivalente di un condominio è un "edificio multiproprietario" oppure 'edificio in multiproprietà'. Talvolta fanno parte di un complesso residenziale privato comprendente più edifici, ma spesso sono costituiti da un unico edificio di proprietà comune. I rapporti tra le parti, ivi compresi i diritti di occupazione esclusiva degli appartamenti e dei posti auto, sono definiti dall'atto di mutuo patto (“DMC”, analogo all'atto quadro sopra descritto) e dall'Ordinanza di Gestione Edilizia Cap. 344.

### India
In India, i condomini sono conosciuti come "Appartamenti" o "Complessi" o "Società" o "Appartamenti". Ogni edificio è composto da più piani e da appartamenti/unità abitative con diverse configurazioni. Le configurazioni più comuni sono "1-BHK", "2-BHK" e "3-BHK" (BHK sta per camera da letto-sala-cucina).
L'associazione dei proprietari di case è solitamente chiamata Co-operative Housing Society (CHS) o Co-operative Group Housing Society (CGHS), che deve essere registrata presso le autorità municipali.

### Inghilterra e Galles
In Inghilterra e Galles, una delle strutture giuridiche equivalenti di un condominio è commonhold, una forma di proprietà introdotta nel settembre 2004. Al 3 giugno 2009, c'erano 12 complessi residenziali di proprietà comune comprendenti 97 unità in Inghilterra e un complesso residenziale di proprietà comune, comprendente 30 unità, in Galles. "Condominio" non è un termine ampiamente utilizzato in Inghilterra e Galles. Il bene comune è una creatura di statuto e relativamente raro, ed è più probabile che i condomini si trovino sotto forma di beni di terzi a causa delle differenze legali di lunga data tra il possesso di beni di locazione e di proprietà.
In virtù del caso epocale Tulk v Moxhay, nella legge inglese solo patti restrittivi possono essere applicati contro la proprietà fondiaria. Ciò significa che non è possibile imporre un patto positivo ai successivi proprietari di terreni di proprietà, se non quello di mantenere una recinzione di confine, senza creare un elaborato trust. Un patto positivo è, in generale, quello che comporta la spesa di denaro per essere rispettato.
Ciò non creò un problema significativo fino agli anni '50, quando gli "appartamenti" (dove la proprietà è divisa orizzontalmente) hanno iniziato ad apparire sul mercato come più convenienti, in particolare per gli acquirenti alle prime armi. Fino ad allora gli appartamenti erano stati confinati in locazioni invendibili a breve termine, con vari gradi di protezione legale dell’affitto e di sicurezza del possesso.
Si capì presto che gli appartamenti di proprietà erano una forma di proprietà insoddisfacente perché non era possibile imporre requisiti essenziali di manutenzione. In quanto tali, gli appartamenti divennero praticamente invendibili perché costituivano una forma di sicurezza inaccettabile per i finanziatori. Così gli avvocati, i principali avvocati immobiliari in Inghilterra e Galles a quei tempi, iniziarono a utilizzare invece i contratti di locazione, dove tali limitazioni non si applicavano.
Il progresso è stato casuale e frammentario, ma col tempo le cose sono diventate più standard. I miglioramenti divennero universali poiché i finanziatori istituzionali si rifiutarono di anticipare denaro sulla sicurezza degli appartamenti a meno che non fossero incluse alcune disposizioni di base. Ciò avvantaggiava i proprietari indipendentemente dal fatto che prendessero in prestito denaro o meno poiché l'acquisto veniva invariabilmente condotto tramite un avvocato o un trasportatore autorizzato addestrato a rifiutare i contratti di locazione che non soddisfacevano gli standard necessari.
Nonostante questi standard, la forma attuale dei sistemi di locazione è variabile. Molto favoriti sono gli accordi in cui i contratti di locazione vengono concessi da una proprietà di proprietà di una società, a sua volta di proprietà di singoli locatari. Ciò offre loro l'opportunità di partecipare alla corretta gestione del blocco. Ancora una volta, la qualità della gestione è molto variabile.
Lo statuto che istituisce i beni comuni è stato motivato dal desiderio di eliminare alcuni dei problemi e delle ingiustizie percepite, come lo sfruttamento commerciale dei "locatari"; dai proprietari liberi poiché i loro contratti di locazione cominciavano ad avere troppo poco tempo per soddisfare i finanziatori. Poiché la maggior parte degli sviluppi su beni di terzi sono intrapresi da entità commerciali, le proprietà comuni non si sono diffuse. Esistono, tuttavia, altre norme in vigore che garantiscono un certo grado di protezione ai locatari. È tuttavia essenziale prendere in considerazione una consulenza legale adeguata ogni volta che si è impegnati nell'acquisto di un appartamento, poiché i requisiti per un appartamento completamente commerciabile rimangono complessi.
Law of Property Act 1925, s.153, contiene disposizioni per l'"ampliamento" di contratti di locazione in proprietà, uno dei cui effetti è quello di preservare l'applicabilità dei covenants positivi contenuti nel contratto di locazione nei confronti della proprietà risultante. Ci sono requisiti chiari, ma rigorosi. Metodi che utilizzassero le disposizioni per creare patti positivi applicabili nei condomini di proprietà furono occasionalmente discussi ma non guadagnarono mai valuta.
Il 21 luglio 2020 la Commissione legislativa del Regno Unito ha riferito sulle difficoltà esistenti e ha presentato proposte per migliorare la legge e incoraggiarne l'accettazione di proprietà comune come forma preferita di possesso.

### Iran
Il governo iraniano ha iniziato a sostenere le ville e ad opporsi ai condomini poiché preoccupato per i comportamenti delle persone.

### Israele
In Israele, i condomini (noti "בתים משותפים", "case condivise" o "case cooperative") sono una pratica comune forma di proprietà della casa. L'edilizia pubblica è stata storicamente organizzata come acquisti agevolati e mutui in condomini costruiti dal governo.

### Russia
Inizialmente, il concetto di condominio è stato introdotto dalla legge federale "sui fondamenti della politica abitativa federale"; N. 4218-1 del 24 dicembre 1992: "Condominio è un'associazione di proprietari di locali residenziali in appartamenti con la creazione di condizioni per la proprietà congiunta e l'uso di scale, ascensori, corridoi, tetti, scantinati tecnici, attrezzature tecniche non appartenenti agli appartamenti, territorio adiacente e altre aree comuni".

### Singapore

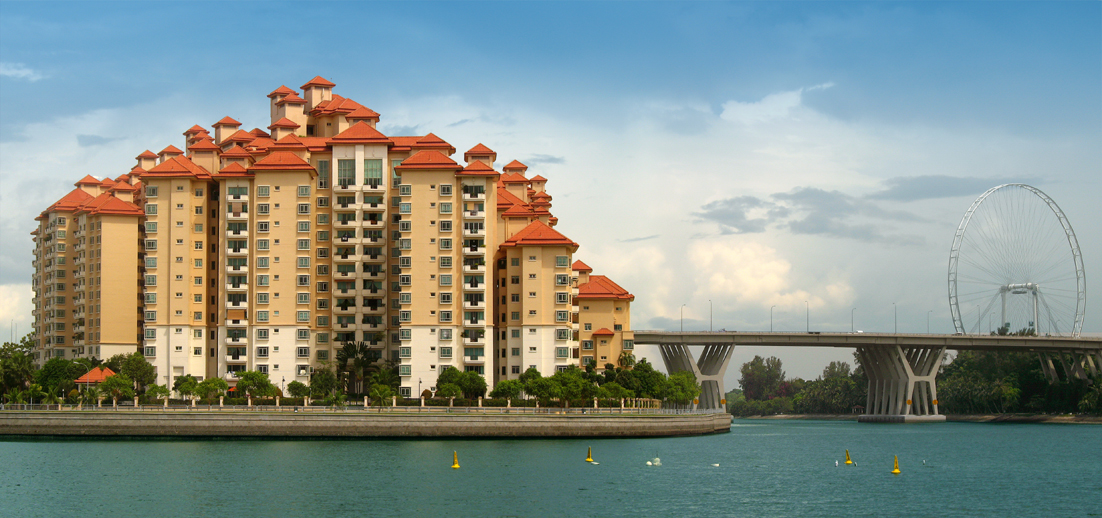
Un complesso condominiale a Singapore vicino al fiume Kallang.

A Singapore, la maggior parte delle case prive di tali caratteristiche sono costruite dall'Housing Development Board (HDB) governativo e tali unità HDB possono essere possedute in affitto o acquistate individualmente dal governo. Condomini e appartamenti HDB costituiscono la stragrande maggioranza degli alloggi residenziali disponibili nel paese.

### Spagna
In Spagna, i condomini sono conosciuti come "comunidad de propietarios" (termine legale) e "comunidad de vecinos" (termine popolare), e sono regolati dalla Ley de Propiedad Orizzontale (L.P.H.) che estende in modo significativo il Codice Civile Spagnolo. L.P.H. è diventata legge nel 1960 e più della metà della popolazione spagnola viveva in condomini alla fine degli anni 90. Secondo INE, in Spagna nel 2013 c'erano quasi 840.000 condomini che comprendevano circa 9 milioni di edifici abitativi.

### Stati Uniti
La prima legge condominiale approvata negli Stati Uniti fu nel Commonwealth di Porto Rico nel 1958. Nel 1960, a Salt Lake City, nello Utah, fu costruito il primo condominio negli Stati Uniti continentali. Il concetto giuridico si era diffuso negli Stati Uniti dall'Europa attraverso i Caraibi (Porto Rico e Cuba), ma nel corso degli anni '60 era stato ampiamente ed erroneamente riportato che il concetto era nato negli Stati Uniti direttamente sulla base di un modello romano. Infatti, il concetto di tenuta aerea era antitetico al diritto romano, e non esiste alcuna prova di un antico condominio romano.
La sezione 234 dell'Housing Act del 1961 consentì alla Federal Housing Administration di assicurare ipoteche sui condomini, portando ad un vasto aumento dei fondi disponibili per i condomini e all'introduzione di leggi condominiali in ogni stato entro il 1969. Da allora, il termine “condominium”, o in breve “condo”, è diventato una parola familiare negli Stati Uniti. La prima consapevolezza diffusa da parte di molti americani della vita condominiale non venne dalle sue città più grandi ma dal sud della Florida, dove gli sviluppatori avevano importato il concetto di condominio da Porto Rico e lo usarono per vendere migliaia di case poco costose ai pensionati che arrivavano pieni di contanti dalle città settentrionali degli Stati Uniti.
L’attrattiva principale di questo tipo di proprietà è la possibilità di ottenere alloggi a prezzi accessibili in un’area altamente desiderabile che in genere è fuori dalla portata economica. Inoltre, tali proprietà traggono vantaggio dall’avere restrizioni che ne mantengono e aumentano il valore, fornendo controllo sul degrado che affligge alcuni quartieri.
Negli ultimi decenni, l’industria dei condomini residenziali è stata in forte espansione in alcune aree metropolitane, come Miami, San Francisco, Seattle, Boston, Chicago, Austin, Los Angeles e New York City. Tuttavia, nei primi anni del 2010, l'offerta nel settore condominiale ha raggiunto la domanda e le vendite sono rallentate.
Una forma alternativa di proprietà, popolare in alcune parti degli Stati Uniti ma presente anche in altre giurisdizioni di common law, è la cooperativa edilizia, nota anche come "partecipazione societaria" o "co-op". Una cooperativa edilizia è quella in cui l'edificio ha una società legale associata e la proprietà delle azioni dà diritto ad un contratto di locazione per la residenza di un'unità. Un'altra forma è la rendita fondiaria (solarium), in cui un unico proprietario mantiene la proprietà della terra (solum) ma ne affitta i diritti di superficie (superficies) che si rinnovano per sempre o per un periodo molto lungo. Ciò è paragonabile a un'enfiteusi di diritto civile, tranne per il fatto che l'enfiteusi sposta i doveri di manutenzione e di apporto di miglioramenti sull'affittuario.
Negli Stati Uniti esistono diversi stili di complessi condominiali. Ad esempio, un complesso condominiale con giardino è costituito da edifici bassi costruiti con giardini paesaggistici che li circondano. Un complesso condominiale a schiera è costituito da villette bifamiliari su più piani. Nelle case condominiali l'acquirente possiede solo gli interni, mentre l'edificio stesso è di proprietà di una società condominiale. La società è di proprietà congiunta di tutti i proprietari e addebita loro le spese per la manutenzione generale e le riparazioni importanti. Le case a schiera sono di proprietà esclusiva, senza aspetti condominiali. Negli Stati Uniti, questo tipo di proprietà è chiamato fee simple.

### Sudafrica
In Sud Africa, i condomini sono conosciuti come "Titolo sezionale" proprietà e sono regolati dalla legge sui titoli sezionali n. 95 del 1986.

### Svezia
Il 1º maggio 2009, i condomini (ägarlägenheter) sono diventati disponibili per la prima volta secondo la legge svedese. Dei 14.447 appartamenti di nuova costruzione ultimati nel 2009, solo sei erano condomini. La maggior parte della produzione, 7.723 unità, erano appartamenti in cooperative di edilizia (bostadsrättslägenheter), la forma tradizionale di appartamento occupato dal proprietario. Alla fine del 2014, c'erano 955 condomini in totale in tutta la Svezia.

### Thailandia
A livello nazionale, a febbraio 2018, Bangkok rappresentava il 58% del mercato condominiale di nuova costruzione della Thailandia, mentre le altre province rappresentavano il restante 42%. Questa tipologia di unità ha visto una crescita costante nel mercato tailandese negli ultimi decenni, in contrasto con la percentuale in calo della tradizionale casa unifamiliare. Il trend di sviluppo condominiale continua a livello nazionale con dozzine di progetti in corso a Bangkok, molti altri sono in corso nelle province del Corridoio Economico Orientale di Chon Buri e Rayong, e ad ovest a Phetchaburi e Prachuap Khiri Khan.

### Ungheria
I condomini in Ungheria sono negoziati e ipotecati sullo stesso mercato di qualsiasi casa unifamiliare indipendente (ungherese: kertesház; "casa da giardino") e sono trattati in modo molto simile ad altre forme di proprietà immobiliare. Il condominio agisce come persona giuridica senza scopo di lucro mantenendo le aree comuni della proprietà ed è gestito da un rappresentante (ungherese: közös képviselő) eletto dall'assemblea dei proprietari. Storicamente questo rappresentante era uno dei proprietari stessi; nel 21º secolo, tuttavia, la convenzione dei proprietari assume in genere un amministratore di condominio professionista che non vive personalmente nell'edificio. Le decisioni che comportano modifiche ai termini e alle condizioni, o maggiori spese comuni, devono comunque essere approvate dalla convenzione. Il potere di voto si basa sulla percentuale di proprietà posseduta.